# ستانلي روجرز
ستانلي روجرز (بالإنجليزية: Stanley Rogers)‏ هو كاتب أمريكي، ولد في 1888، وتوفي في 1961.